# Тома Марковић
Тома Марковић, (Врховине код Уба, 20. марта 1881. – 9. априла 1964) био је пољопривредник и учесник два балканска и Првог светског рата. Носилац је Златног војничког ордена Карађорђеве звезде са мачевима, Сребрне медаље за храброст, Златне медаље за храброст,
руског ордена Светог Ђорђа IV степена, Албанске споменице и све три споменице добијене за учешће у ослободилачким ратовима од 1912. до 1918. године.

## Биографија
Тома Марковић рођен је у селу Врховине код Уба, 20. марта 1881. године, од оца Милинка и мајка Василије, пољопривредника, у једној многочланој породици. Томин брат Јеврем Марковић између два светска рата био је и председник убске општине. Тома је основну школу завршио у Степању, односно Бајевцу, а потом се посветио пољопривреди. Прво је као дечак помагао родитељима и другим укућанима у обављању свакодневних послова. Кад се замомчио самостално је обављао и оне најтеже послове, као што су узгој стоке, сеча дрва, косидба и слично. Био је веома радан па су га многи хвалили и поштовали.

### Ратно искуство
Војну обавезу регулисао је у I ескадрону II коњичког пука „Цара Душана“, од 1907. до 1909. године. Активно је учествовао у свим ратовима које је водила Србија од 1912. до 1918. године, показујући на сваком месту изузетну храброст, пожртвовање и сналажљивост. Због тога је с правом сматран за једног од најхрабријих бораца у својој ратној јединици – II десетини III вода I чете II батаљона V пешадијског пука Дринске дивизије I позива. Рањен је 26. септембра 1916. године на положају Рововска Коса. Као каплар из резерве III чете II батаљона V пешадијског пука Дринске дивизије I позива одликован је Златним војничким орденом Карађорђеве звезде са мачевима, јер је првог дана напада на Рудник заробио нишанџију противничког топа у намери да га онеспособи за даљу употребу. Пошто је та намера осујећена овај топ је добро дошао српским борцима за дејство по непријатељским положајима, наносећи им велике губитке. О његовом одликовању објављен је указ ФАО 11 102, од 15. јуна 1915. године. Поред тог високог одликовања Тома Марковић имао је и Сребрне медаљу за храброст из 1913, Златну медаљу за храброст из 1918, руског ордена Светог Ђорђа IV степена, Албанску споменицу и све три споменице добијене за учешће у ослободилачким ратовима од 1912. до 1918. године.
Од свега тога још драже признање било му је што је имао част и задовољство да открије Споменик Тамнавцима изгинулим у ратовима од 1912. до 1918. године у градском парку у Убу. По повратку са фронта бавио се пољопривредом али је радио и као надзорник државних путева. Био је висок, стамен и храбар човек. Имао је плаву косу и оштре црте лица.
Са Симком, рођеном Јовић из Кршне Главе одгајио је осморо деце, синове: Марка, Чедомира, Селимира и Светислава и кћери: Косану, Радмилу, Даницу и Стојанку. Селимир, рођен 1920. године, био је учесник НОБ-а од 1941. године, хапшен, прогањан и затваран, а по ослобођењу председник Општине у Степању, секретар Општине у Убу и директор Стамбено-комуналног предузећа у Обреновцу.
Тома Марковић, умро је у родној Врховини, 9. априла 1964. године.